# 新塘动车运用所

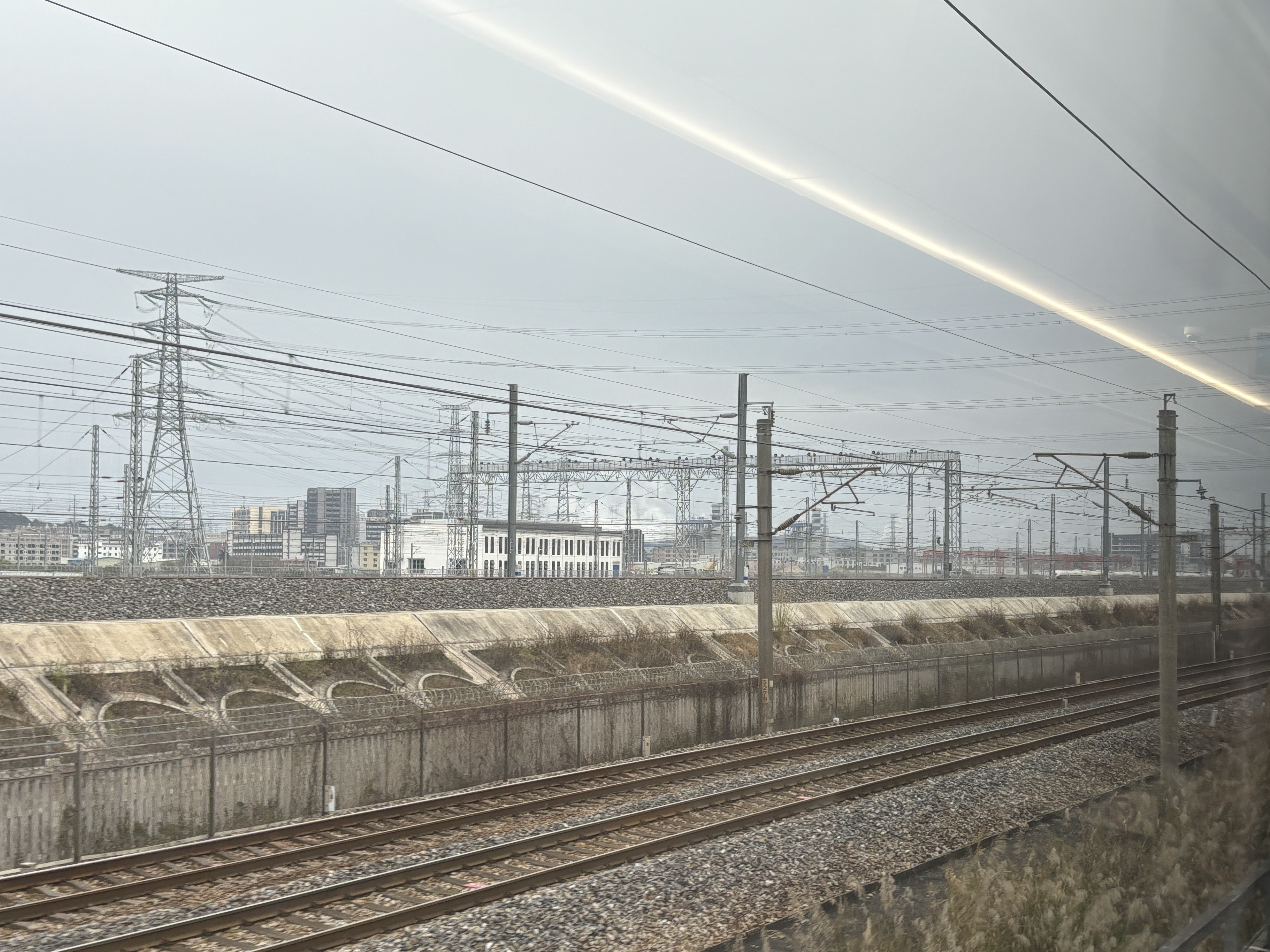
新塘动车运用所

新塘动车运用所位于中华人民共和国广东省广州市增城区新塘镇，与新塘站东端相接。新塘动车所隶属于中国铁路广州局集团广州动车段，是广汕铁路和汕汕铁路配套的动车检修基地，于2023年9月启用。

## 基本信息
新塘动车运用所占地约450亩，现建有检查线4条、存车线16条、临修镟轮线2条，洗车线1条，另远期预留检查库线4条、存车线16条。

## 历史
新塘动车运用所于2023年8月17日完成轨道施工，8月18日完成接触网通电，9月20日正式启用。

## 未来发展
广州东站至新塘站新建五六线工程实施时，将同步扩建本动车所。前期预留的8条存车线将实施，届时动车所规模将达到4线库、24条存车线。